# Маяк (газета, Пушкино)
«Мая́к» — еженедельная газета Пушкинского района Московской области. Является официальным печатным изданием администрации района и одним из старейших изданий района.
Предоставляет информацию о жизни Подмосковья, освещает события из жизни городских и сельских поселений района, состояние экономики, явления и тенденции социально-культурной жизни населения. В газете размещаются объявления о приёме на работу, реклама товаров и услуг, рекламные прайс-листы, объявления нерекламного характера (о торгах, банкротстве, межевании, потере документов и прочем).
Газета «Маяк» распространяется по всей территории Пушкинского района (Ярославское направление, от посёлка Челюскинский до дачного посёлка Ашукино), включая Ивантеевку и Красноармейск.
Печатная версия газеты «Маяк» выходит два раза в неделю на 16 страницах в полном цвете. Общий тираж издания составляет 7 500 экземпляров. Газету возможно получать по подписке или забирать номер газеты из редакции. Приложением газеты является программа телевидения, которая выходит по пятницам.

## История
Первый номер издания вышел 30 января 1931 года. В то время газета называлась «За большевистские темпы!». С 1936 года она стала называться «Сталинской правдой». С 1957 по 1961 год у газеты было название «Знамя коммунизма», а в 1962 году за газетой утвердилось название «Маяк».
В 2005 году учредителем «Маяка» стало Министерство по делам печати и информации Правительства Московской области. Объективная и свежая информация о жизни Подмосковья; масштаб событий из жизни городских и сельских поселений региона, состояние экономики, явления и тенденции в социально-культурной жизни населения; работа и внимание к интересным увлечениям; спокойный, уравновешенный тон, тематическое и жанровое разнообразие в обсуждении тех или иных проблем.
Учредителями издания в настоящее время являются «Информационное агентство Пушкинского района», «Агентство информационных систем общего пользования „Подмосковье“».
В декабре 2016 года у газеты «Маяк» появился так называемый клон. Он был зарегистрирован летом, а его первый номер был издан 16 декабря.
По состоянию на сентябрь 2021 года в издании нет должности главного редактора, а штат сотрудников состоит из 9 человек.

## Рубрики
- Новости
- В городе и районе
- Социальная защита
- Правопорядок
- Здравоохранение
- Образование
- Экономика
- Культура
- Православие
- Ко Дню Победы
- Год молодёжи
- Тематическая страница
- Официально
- Реклама и объявления
- Фоторепортаж
- Спорт
- ТВ-программа[4]